# تلمبة شهيد زنغي أبادي (مشيز بردسير)
تلمبة شهيد زنغي أبادي (بالإنجليزية: Tolombeh-ye Shahid Zangiabadi)‏ هي مستوطنة تقع في إيران في كرمان. يقدر عدد سكانها بـ 90 نسمة .